# Bataille de Settepozzi
Guerres byzantino-latines
Guerre de Saint-Sabas
Batailles
- Constantinople (1203)
- Constantinople (1204)
- Bataille de l'Oliveraie de Kountouras
- Constantinople (1235)
- Pélagonia
- Constantinople (1260)
- Constantinople (1261)
- Prinitza
- Settepozzi
- Makryplági
- Néopatras
- Démétrias
- Campagnes de Licario
- Pharsale
- Berat
- Rhodes
- îles Échinades

La bataille de Settepozzi se déroule entre mai et juillet 1263 au large de Settepozzi (le nom italien de Spetses) entre une flotte byzantino-génoise et une petite flotte vénitienne. La victoire vénitienne a de grandes répercussions politiques car elle marque le début de l'éloignement de Byzance par rapport à son allié génois et en parallèle le rapprochement avec Venise.

## Prélude
Au début de 1261, l'empereur de Nicée Michel VIII Paléologue s'allie avec les Génois à la suite du traité de Nymphaeon. Cette alliance très avantageuse pour les Génois est une nécessité pour l'Empire de Nicée s'il désire reprendre Constantinople, la capitale de l'Empire latin de Constantinople. Ce dernier est soutenu par la puissance navale de Venise (l'adversaire principal de Gênes) et sans une puissance navale suffisamment forte, il est difficilement possible de reprendre Constantinople, comme les tentatives infructueuses de 1235 et 1260 l'ont démontré.
Toutefois, toujours en 1261, Constantinople est reprise par Alexis Strategopoulos une quinzaine de jours après la signature du traité et sans l'aide de Gênes. Il bénéficie en effet du départ de la garnison latine dans une opération conjointe avec Venise pour s'emparer par surprise de la cité. L'année suivante, les deux puissances maritimes restent attentistes. Venise hésite à se confronter à la puissance génoise numériquement supérieure et dispersée dans ses diverses positions en mer Égée tandis que Gênes doit faire face à des remous internes qui conduisent à la déposition de l'autocratique capitaine du peuple Marino Boccanegra. Il est remplacé par un organisme collégial composé de membres de la noblesse. À l'été 1262, les Vénitiens ordonnent à une flotte de 37 galères de naviguer en mer Égée où elle rencontre une flotte de 60 navires génois à Thessalonique qui refuse l'engagement. Toutefois, une incursion de pirates venant de Négrepont (une île dirigée par des nobles alliés à Venise) pénètre en mer de Marmara où elle est vaincue par une escadre byzantino-génoise.

## La bataille
Dans le même temps, les hostilités s'ouvrent en Morée où Michel VIII a envoyé une flotte expéditionnaire (à la fin de l'année 1262 ou au début de l'année 1263) contre la principauté d'Achaïe. En dépit des succès initiaux, les tentatives byzantines pour conquérir l'ensemble de la principauté échouent à la suite des défaites à Prinitza et à Makryplági. En mai-juin 1263, une flotte byzantino-génoise de 38 ou 39 galères et 10 voiliers légers (saettie) fait voile vers la forteresse et base navale byzantine de Monemvasia au sud-est de la Morée où elle rencontre une flotte de 32 navires vénitiens voguant en direction de Négrepont.
Les détails de l'engagement sont peu clairs. Les Annales Ianuenses génoises proclament qu'au moment de l'attaque, seuls 14 navires génois partent à l'offensive tandis que le reste de la flotte reste en arrière avant de s'enfuir soudainement. Toutefois, le chroniqueur vénitien Canale affirme que les navires vénitiens attaquent les premiers tandis que les Génois leur tendent une embuscade. La bataille se termine par une victoire vénitienne, la flotte génoise dont la moitié n'est pas parvenue à s'engager pleinement, perd de nombreux hommes dont un amiral et deux de leurs avant de cesser l'engagement et de battre en retraite. Canale estime les pertes génoises à 1 000 hommes et les pertes vénitiennes à 420,. Quel que soit le chiffre exact, l'issue de la bataille s'explique par deux raisons. Tout d'abord, le commandement divisé de la flotte génoise est un désavantage, ensuite, les amiraux génois restent réticents à risquer leurs navires tout au long de la bataille. Cela s'explique par le fait que les navires génois sont équipés par des personnages privés, souvent de riches marchands nobles dirigeant la cité. Dès lors, la valeur des navires s'en trouve accrue et leur perte engage la responsabilité des amiraux,.

## Conséquences
Bien que la majeure partie de la flotte génoise survit à la bataille, la défaite a d'importantes répercussions politiques. En effet, Michel VIII a consenti à d'importantes concessions pour s'assurer le soutien de Gênes pour des résultats très minces du fait de la timidité des amiraux génois. Pour manifester son agacement à la suite de la défaite, Michel VIII congédie les 60 navires génois à son service. Le fossé entre Byzance et Gênes se creuse en 1264 quand le podestat de Constantinople est impliqué dans un complot prévoyant de livrer la cité à Manfred de Sicile. En réaction, l'empereur expulse le podestat,. En outre, le 18 juin 1265, Michel signe un traité avec Venise qui n'est toutefois pas ratifié par le doge. Face à la menace représentée par Charles d'Anjou après 1266, Michel est contraint de renouer avec Gênes tout en continuant sa politique de détente avec Venise en signant un pacte de non-agression de cinq ans en juin 1268.

## Sources
- (en) Deno John Geanakoplos, Emperor Michael Palaeologus and the West, 1258-1282 - A Study in Byzantine-Latin Relations, Voir en ligne, Harvard University Press, 1959.
- (en) Kenneth Meyer Setton, The Papacy and the Levant, 1204-1571 : Volume 1. The Thirteenth and Fourteenth Centuries, Voir en ligne, Philadelphie, Independence Hall, Philadelphia : The American Philosophical Society, 1976, 512 p. (ISBN 0-87169-114-0).
- (en) Frédéric Chapin Latin, Venice, A Maritime Republic, Baltimore, Johns Hopkins University Press, 1973 (ISBN 0-8018-1445-6).